# Georg Mylius (Dichter)
Georg Mylius (* 1. März 1613 in Königsberg (Preußen); † 18. Oktober 1640 in dem Dorf Brandenburg am Frischen Haff, heute das russische Uschakowo) war ein deutscher Dichter und evangelischer Theologe.

## Leben
Der Sohn des Königsberger Professors Georg Mylius studierte er an der Universität seiner Heimatstadt, wechselte an die Universität Wittenberg und erlangte dort 1637 den akademischen Grad eines Magisters. Im Jahr zuvor hatte er eine Ode auf seinen Lehrer, den Wittenberger Poeten und Poetik-Professor Augustus Buchner verfasst., der seinerseits einer wissenschaftlichen Arbeit von Mylius ein eigenes Widmungsgedicht vorangestellt hatte 1639 übernahm er eine Stelle als Pfarrer in Brandenburg am Frischen Haff, wo er bis zu seinem Lebensende wirkte.
Als eines der jüngsten Mitglieder des Königsberger Dichterkreises neben Christoph Kaldenbach und Jonas Daniel Koschwitz bewegte er sich im beeinflussenden Kreis von Martin Opitz, Simon Dach und Heinrich Albert. Seine Gedichte erschienen häufig in separaten Einzeldrucken, die zum Teil von Albert Stobäus und Johann Stobäus vertont wurden. Er ist der Verfasser des Sterbeliedes Herr, ich denk an jene Zeit, welches 1640 gedruckt wurde.
Mylius hatte sich am 6. Februar 1640 in Königsberg mit Anna, der Tochter des Diakons der Domkirche Georg Colbius, verheiratet. Die Ehe blieb kinderlos.